# شهرستان نیول
شهرستان نیول (به فرانسوی: Nivelles) در استان اوئلون بربان  در منطقه فدرال والوون در کشور بلژیک واقع شده‌است.

## شهرها
1. بووشن
2. برن‌للو
3. برن-لو-شتو
4. شستر
5. شومون-ژیستو
6. کور-سن-اتین
7. ژنپ
8. گره-دوآسو
9. السین
10. انکور
11. ایتر
12. ژودوآنی
13. لئولپ
14. لسن
15. مون-سن-ژیبه
16. نیول
17. اورپ-ژوش
18. اوتینی-لوون‌لنو
19. پروئه
20. رمیئی
21. روبوک
22. ریکسانسر
23. توبیز
24. ویه-لویل
25. ولن
26. واترلو
27. وور